# Яковоапостольский переулок
Яковоапо́стольский переулок — улица в центре Москвы в Басманном районе между Лялиным переулком и улицей Земляной Вал.

## Происхождение названия
Наиболее раннее название — Яковлевский переулок было принято по церкви апостола Иакова Зеведеева, что в Казённой слободе, которая известна с 1620 года, причём календарное имя Иаков в названии использовано в разговорной форме Яков. С 1961 года называлась улица Елизаровой по фамилии партийного деятеля А. И. Елизаровой (1864—1935), сестры В. И. Ленина. В 1993 году возвращено название по церкви, но в форме Яковоапостольский переулок.

## Описание
Яковоапостольский переулок начинается от Лялина переулка и проходит на северо-восток параллельно Большому Казённому, заканчивается на Садовом кольце на улице Земляной Вал недалеко от Курского вокзала.

## Примечательные здания и сооружения
По нечётной стороне:

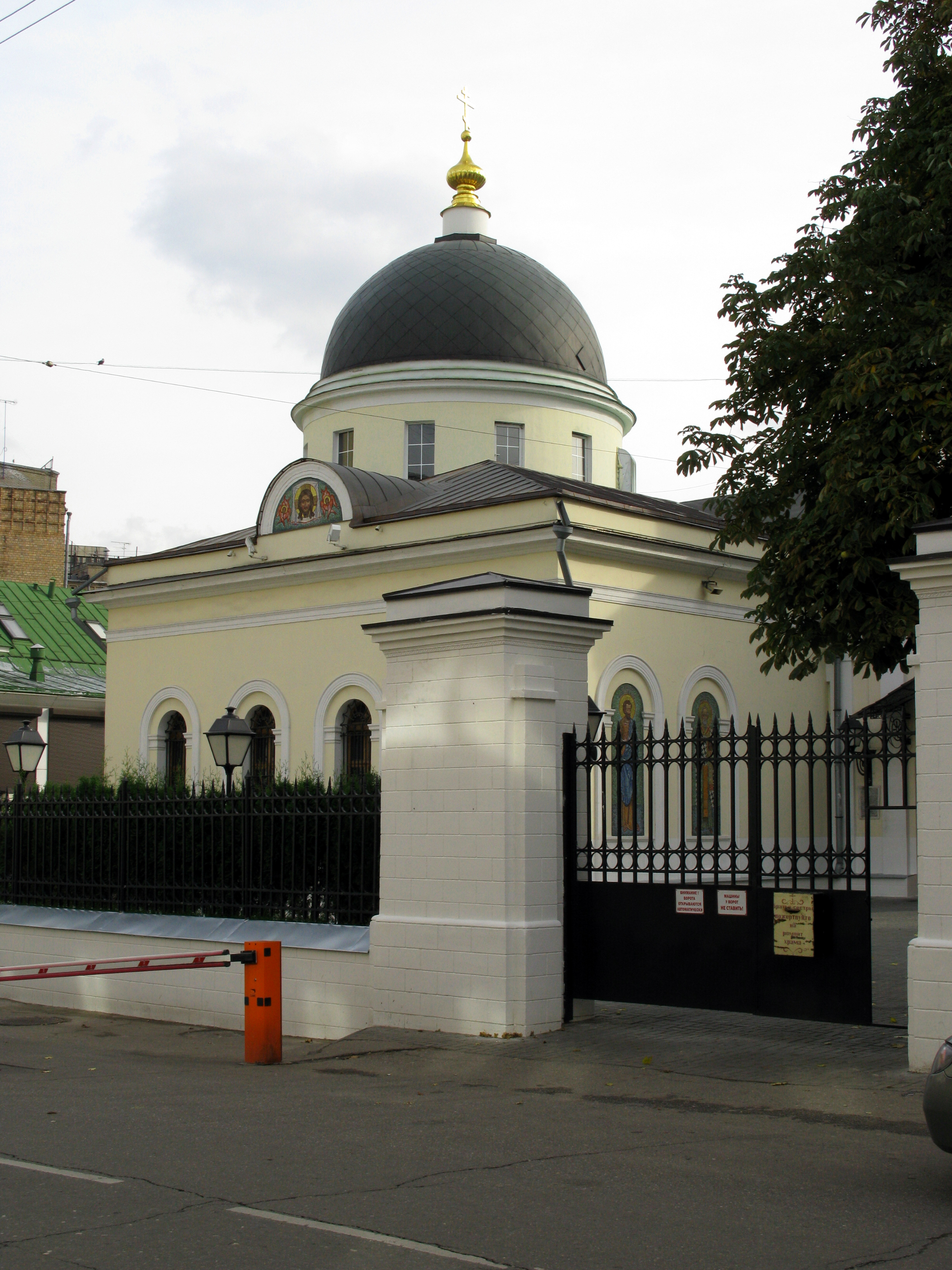
Храм апостола Иакова Зеведеева в Казённой слободе (2009).

- № 7, строение 1 — дом постройки XIX века. Два последних этажа были надстроены в советское время. В начале 2000-х дом подвергся капитальному ремонту и стал нежилым. В рамках гражданской инициативы «Последний адрес» на доме установлен мемориальный знак с именем жившего в этом доме до своего ареста известного художника и книжного иллюстратора Сергея Демьяновича Бигоса, умершего от туберкулёза 13 ноября 1944 года в Усольлаге ГУЛАГа[1].
- № 7, строение 2 — СМУ «Ингеоком»;
- № 9, строение 1 — доходный дом (1900, архитектор Л. А. Херсонский), сейчас в доме размещается туроператор «Azur»; магазин «Канцтовары и оперативная полиграфия»;
- № 11-13 — доходный дом С. Е. Шугаева (1912, арх. И. Г. Кондратенко).

По чётной стороне:
- № 2/17 — Дом культуры «Гайдаровец»;
- № 6, строение 1 — храм Апостола Иакова Зеведеева в Казённой слободе;
- № 8 — военный клинический госпиталь № 574;
- № 10 — особняк (1909, архитектор Д. В. Шапошников).